# Рудольф Кугельберг
Рудольф Кугельберг (нім. Rudolf Kugelberg; 15 листопада 1917, Росток — 28 квітня 1986) — німецький офіцер-підводник, оберлейтенант-цур-зее резерву крігсмаріне (1 січня 1944).

## Біографія
В листопаді 1939 року вступив на флот. З квітня 1941 року — 2-й вахтовий офіцер на підводному човні U-565. В серпні-жовтні 1942 року пройшов курс командира човна, після чого був направлений в 21-шу флотилію. З 29 січня 1943 по 11 травня 1944 року — командир U-21. З травня 19444 по 8 травня 1945 року — інструктор 1-ї навчальної дивізії підводних човнів.